# Jezernice
 Ovo je glavno značenje pojma Jezernice. Za druga značenja pogledajte Jezernice (razdvojba).
Jezernice su nenaseljeno mjesto u Republici Hrvatskoj u Zagrebačkoj županiji. 

## Zemljopis
Administrativno su u sastavu općine Žumberak. Naselje se proteže na površini od 9,79 km².

## Stanovništvo
Prema popisu stanovništva iz 2001. godine u naselju Jezernice nema stanovnika.
| broj stanovnika | 151   | 165   | 176   | 156   | 145   | 111   | 116   | 113   | 62    | 81    | 66    | 14    | 8     |       |       |       |       |
|                 | 1857. | 1869. | 1880. | 1890. | 1900. | 1910. | 1921. | 1931. | 1948. | 1953. | 1961. | 1971. | 1981. | 1991. | 2001. | 2011. | 2021. |